# Liste der Kulturdenkmale in Großharthau
In der Liste der Kulturdenkmale in Großharthau sind die Kulturdenkmale der sächsischen Gemeinde Großharthau verzeichnet, die bis August 2017 vom Landesamt für Denkmalpflege Sachsen erfasst wurden (ohne archäologische Kulturdenkmale). Die Anmerkungen sind zu beachten.
Diese Liste ist eine Teilliste der Liste der Kulturdenkmale im Landkreis Bautzen.

## Großharthau
| Bild                                    | Bezeichnung | Lage                                                                                   | Datierung | Beschreibung | ID       |
| --------------------------------------- | --- | -------------------------------------------------------------------------------------- | --- | --- | -------- |
|                                         | Eisenbahnbrücke über die Wesenitz | (Flurstück 510/19) (Karte)                                                             | 1875/1880 | Bahnstrecke Görlitz–Dresden, baugeschichtlich, technikgeschichtlich und landschaftsgestaltend von Bedeutung. Zwei Bögen, Mittelpfeiler teilt die Wesenitz, aus Natursteinen. | 09288568 |
| Weitere Bilder                          | Kirche mit Ausstattung und Kirchhof mit Einfriedung, Denkmal für die Gefallenen des Ersten Weltkriegs, drei Grabanlagen und zwei Grabmälern | Am Volkspark (Karte)                                                                   | Bezeichnet mit 1794 (Kirche); nach 1918 (Kriegerdenkmal) | Schlichte Saalkirche, verputzter Bruchsteinbau mit 3/8-Schluss und Westturm, baugeschichtlich und ortsgeschichtlich von Bedeutung. Schlichte Saalkirche von 1794. Verputzter Bruchsteinbau mit 3/8-Schluss und Westturm. Das Innere flachgedeckt. Schlichte zweigeschossige Holzemporen an den Längsseiten, eingeschossig und konvex vorschwingend die Orgelempore im Westen, Herrschaftsloge an der Südseite. Klassizistischer Kanzelaltar, wohl 1813. Zurückhaltender spätbarocker Orgelprospekt. Feingliedriges Vortragekreuz aus Buchsbaum, um 1760. | 09288577 |
|                                         | Pfarrhaus | Am Volkspark 3 (Karte)                                                                 | Anfang 20. Jahrhundert | Zeittypischer Putzbau mit reicher Dachlandschaft, baugeschichtlich und ortsgeschichtlich von Bedeutung. Vielgliedrige Dachlandschaft, mehrere Erker an den Ecken, Gebäude stand bis 2001 irrtümlich als „Gemeindehaus“ in der Denkmalliste. | 09288620 |
|                                         | Wohnhaus und Nebengebäude eines Gehöfts | Am Volkspark 6 (Karte)                                                                 | 2. Hälfte 19. Jahrhundert | Wohnhaus Putzbau mit Sandsteingewänden, über dem Eingang Inschrift „Bäckerei Herbert Ku...“, Nebengebäude Bruchstein, im Giebel Öffnung für ehemaligen Flaschenzug, baugeschichtlich von Bedeutung | 09288606 |
| Weitere Bilder                          | Rittergut und Schlosspark Großharthau (Sachgesamtheit)                                                                                      | Am Volkspark 11, 12, 13; Rittergut 1 bis 21, 23, 25, 27, 29, 30; Wesenitzweg 7 (Karte) | 3. Drittel 17. Jahrhundert, Umbau wohl 1. Hälfte 18. Jahrhundert sowie nach 1793 (Rittergut); 1. Drittel 18. Jahrhundert (Schlossanlage); 1. Drittel 18. Jahrhundert, Umbau 1898 (Schlosspark) | Sachgesamtheit Rittergut und Schlosspark Großharthau mit zahlreichen Einzeldenkmalen: Torhaus,zwei Wirtschaftsgebäude, Schmiede, Reithalle, zwei Orangeriegebäude, ehemalige Schlossgärtnerei, Fachwerkscheune, Toreinfahrten, Steindeckerbrücke, Bogenbrücke in der Mitte des Schlossteiches sowie mehrere Vasen, sechs große Sandsteinskulpturen, stehende Kinderfigur und Sandsteinpostament mit Relief und Aufsatz sowie zwei Treppenanlagen und Brunnenring im Park (Einzeldenkmal ID-Nr. 09303423), neobarocke Parkanlage mit Sichtachse zum Hutberg (Gartendenkmal) und Schlossteiche als Sachgesamtheitsteile; baugeschichtlich, künstlerisch, gartenkünstlerisch und ortsgeschichtlich von Bedeutung. | 09288639 |
|                                         | Zwei Orangeriegebäude (Einzeldenkmal zu ID-Nr. 09288639)                                                                                    | Am Volkspark 11, 12 (Karte)                                                            | | Einzeldenkmale der Sachgesamtheit Rittergut und Schlosspark Großharthau; baugeschichtlich, künstlerisch, gartenkünstlerisch und ortsgeschichtlich von Bedeutung. Jeweils als Pavillon mit Mansarddach und ausgebautem eingeschossigen Gebäudeflügel mit Satteldach ausgeführt, stehen symmetrisch zueinander im Schlosspark, authentisch erhalten. | 09303423 |
|                                         | Ehemalige Schlossgärtnerei (Einzeldenkmal zu ID-Nr. 09288639)                                                                               | Am Volkspark 13 (Karte)                                                                | Anfang 19. Jahrhundert | Einzeldenkmal der Sachgesamtheit Rittergut und Schlosspark Großharthau; baugeschichtlich, künstlerisch, gartenkünstlerisch und ortsgeschichtlich von Bedeutung. Obergeschoss Fachwerk, Giebel verbrettert, Erdgeschoss Bruchstein, Krüppelwalmdach, Lehmausfachung, weitgehend authentisch. | 09303423 |
| Weitere Bilder                          | Toreinfahrten (Einzeldenkmal zu ID-Nr. 09288639)                                                                                            | Am Volkspark 11, 12, 13 (Karte)                                                        | | Einzeldenkmal der Sachgesamtheit Rittergut und Schlosspark Großharthau; baugeschichtlich, ortsgeschichtlich und künstlerisch von Bedeutung. Gemauerte, verputzte Pfeiler mit Kämpferplatte und Kugelaufsatz. | 09303423 |
| Weitere Bilder                          | Steindeckerbrücke über den Grunabach (Einzeldenkmal zu ID-Nr. 09288639)                                                                     | Am Volkspark 11, 12, 13 (Karte)                                                        | Bezeichnet mit 1817 | Einzeldenkmal der Sachgesamtheit Rittergut und Schlosspark Großharthau; baugeschichtlich, ortsgeschichtlich und künstlerisch von Bedeutung. Bezeichnet mit 1817 und Monogramm I. C. (L. oder S.) | 09303423 |
|                                         | Bogenbrücke in der Mitte des Schlossteiches (Einzeldenkmal zu ID-Nr. 09288639)                                                              | Am Volkspark 11, 12, 13 (Karte)                                                        | Bezeichnet mit 1826 | Einzeldenkmal der Sachgesamtheit Rittergut und Schlosspark Großharthau; baugeschichtlich, ortsgeschichtlich und künstlerisch von Bedeutung. Bruchstein/Granit, einbogig, flacher Scheitel. | 09303423 |
| Direkt Bild zu diesem Denkmal hochladen | Mehrere Vasen (Einzeldenkmal zu ID-Nr. 09288639)                                                                                            | Am Volkspark 11, 12, 13                                                                | 1. Hälfte 18. Jahrhundert | Einzeldenkmale der Sachgesamtheit Rittergut und Schlosspark Großharthau; baugeschichtlich, ortsgeschichtlich und künstlerisch von Bedeutung | 09303423 |
| Weitere Bilder                          | Sechs große Sandsteinskulpturen (zwei allegorische Frauengestalten und die vier Jahreszeiten, Einzeldenkmal zu ID-Nr. 09288639)             | Am Volkspark 11, 12, 13 (Karte)                                                        | Um 1730 | Einzeldenkmale der Sachgesamtheit Rittergut und Schlosspark Großharthau; sechs große Sandsteinskulpturen (zwei allegorische Frauengestalten und die vier Jahreszeiten) – baugeschichtlich, ortsgeschichtlich und künstlerisch von Bedeutung. | 09303423 |
| Direkt Bild zu diesem Denkmal hochladen | Stehende Kinderfigur (Einzeldenkmal zu ID-Nr. 09288639)                                                                                     | Am Volkspark 11, 12, 13                                                                | | Einzeldenkmal der Sachgesamtheit Rittergut und Schlosspark Großharthau; baugeschichtlich, ortsgeschichtlich und künstlerisch von Bedeutung. Kopf zu DDR-Zeiten erneuert, mit dem linken Arm ein kartuschenähnliches Gebilde haltend. | 09303423 |
| Direkt Bild zu diesem Denkmal hochladen | Sandsteinpostament mit Relief und Aufsatz (Einzeldenkmal zu ID-Nr. 09288639)                                                                | Am Volkspark 11, 12, 13                                                                | 18. Jahrhundert | Einzeldenkmal der Sachgesamtheit Rittergut und Schlosspark Großharthau; baugeschichtlich, ortsgeschichtlich und künstlerisch von Bedeutung. Kind mit Schmetterlingsflügeln, auf einer Schildkröte reitend | 09303423 |
|                                         | Zwei Treppenanlagen und Brunnenring im Park (Einzeldenkmal zu ID-Nr. 09288639)                                                              | Am Volkspark 11, 12, 13 (Karte)                                                        | | Einzeldenkmale der Sachgesamtheit Rittergut und Schlosspark Großharthau; baugeschichtlich, ortsgeschichtlich und künstlerisch von Bedeutung | 09303423 |
|                                         | Villa | Bahnhofstraße 2 (Karte)                                                                | Um 1900 | Klinkerbau mit übergiebeltem Mittelrisalit, Zierfachwerk im Giebel, baugeschichtlich von Bedeutung. Fachwerk-Windfang mit Farbglas, Bau aus rotbraunen Klinkern, profilierte Fensterrahmungen aus Naturstein, offenliegendes Fachwerk in den Dreiecksgiebeln, teilweise neue Fenster, originale Türen. | 09288566 |
|                                         | Villa | Bahnhofstraße 3 (Karte)                                                                | Um 1900 | Klinkerbau mit übergiebeltem Mittelrisalit, Zierfachwerk im Giebel, baugeschichtlich von Bedeutung. Fachwerk-Windfang mit Farbglas, Bau aus rotbraunen Klinkern, profilierte Fensterrahmungen aus Naturstein, offenliegendes Fachwerk in den Dreiecksgiebeln, teilweise neue Fenster, originale Türen. | 09288565 |
|                                         | Bahnhof Großharthau – Empfangsgebäude und Güterabfertigung des Bahnhofs                                                                     | Bahnhofstraße 8 (Karte)                                                                | 1875/1880 | Bahnhof Großharthau – Empfangsgebäude gründerzeitlicher Putzbau mit flachem Satteldach sowie Güterabfertigungsgebäude – baugeschichtlich und ortsgeschichtlich von Bedeutung. | 09288563 |
| Weitere Bilder                          | Wegestein | Dresdener Straße (am Abzweig Paradiesstraße) (Karte)                                   | 19. Jahrhundert | Verkehrsgeschichtlich von Bedeutung. Granitsäule quadratischen Querschnitts mit abgefastem Schaft und vertieften Schriftspiegeln am Kopfteil (darin Orts- und Kilometerangaben mit Richtungsweisern eingemeißelt, an der zugewandten Seite auch auf dem Schaft), Kopie? | 09288636 |
| Weitere Bilder                          | Wegestein mit Inschrift | Dresdener Straße (Kreuzungsbereich Dresdener Straße/Straße der Einheit) (Karte)        | 19. Jahrhundert | Verkehrsgeschichtliche Bedeutung. Inschrift „AR, Dresden 3 St., Bautzen 6 St.“, quadratischer Sockel mit schlichtem Quaderaufsatz mit seitlichen Abfasungen, Sandstein. | 09305104 |
|                                         | Gasthof „Zur Einheit“ (jetzt „Kyffhäuser“) mit angrenzendem Tanzsaal                                                                        | Dresdener Straße 3 (Karte)                                                             | Bezeichnet mit 1900 | Breit gelagerter Putzbau mit Ecktürmchen und Walmdach, Tanzsaal (Sockel aus Bruchsteinmauerwerk) mit großen Rundbogenfenstern im Obergeschoss, baugeschichtlich, ortsgeschichtlich und straßenbildprägend von Bedeutung. Zweigeschossig, Erdgeschoss mit Bogenfenstern, Nord-West-Ecke mit Turmaufsatz mit Wetterfahne. | 09288627 |
|                                         | Seitengebäude | Dresdener Straße 4 (Karte)                                                             | Um 1850 | Bruchsteinbau, Obergeschoss Fachwerk verbrettert, baugeschichtlich von Bedeutung. Zweigeschossig, Krüppelwalmdach, Drillingsfenster im Giebel, Sandsteingewände, Stall aus am Giebel verbrettert. | 09288611 |
|                                         | Wohnhaus | Dresdener Straße 25 (Karte)                                                            | Um 1915 | Zeittypischer Putzbau über unregelmäßigem Grundriss, baugeschichtlich von Bedeutung, mit Windfang, Mansardgiebeldach. | 09288567 |
| Direkt Bild zu diesem Denkmal hochladen | Wohnhaus | Dresdener Straße 26 (Karte)                                                            | Um 1920 | Klinkerbau mit Gliederung am Giebel, baugeschichtlich von Bedeutung, aus roten Klinkern. | 09288607 |
|                                         | Fabrikantenvilla und Gedenkstein | Dresdener Straße 29 (Karte)                                                            | Um 1890 | Putzbau mit profilierten Fenstergewänden und übergiebelten Mittel- und Seitenrisaliten, baugeschichtlich und ortsgeschichtlich von Bedeutung. Zweigeschossig, ausgebautes Mansarddach, Gaupen, profilierte Fensterrahmungen aus Sandstein, Gedenkstein in der Gartenanlage der Villa für Herta Lindner (1920–1943). | 09288576 |
|                                         | Zwei Fabrikgebäude des ehemaligen Milchhofs                                                                                                 | Fabrikweg 5 (Karte)                                                                    | Um 1920 | Putzbauten mit Zierklinkern, ein Gebäude mit Stufengiebel, baugeschichtlich und ortsgeschichtlich von Bedeutung. - Milchhof: Stufengiebel (vorgeblendet) mit roten Klinkern - Fabrikgebäude: Fenstereinfassung mit roten Klinkern | 09288638 |
|                                         | Wohnstallhaus mit integrierter Scheune | Gickelsbergweg 1 (Karte)                                                               | 2. Hälfte 19. Jahrhundert | Obergeschoss Fachwerk verschiefert, Scheunenteil verbrettert, baugeschichtlich von Bedeutung | 09288591 |
|                                         | Wohnstallhaus | Grunaweg 8 (Karte)                                                                     | Um 1800 | Obergeschoss Fachwerk verputzt, baugeschichtlich von Bedeutung | 09288582 |
|                                         | Wohnstallhaus eines Dreiseithofes | Grunaweg 10 (Karte)                                                                    | 1. Drittel 19. Jahrhundert | Obergeschoss Fachwerk verputzt, baugeschichtlich und wirtschaftsgeschichtlich von Bedeutung. Obergeschoss teilweise verbrettert, Fachwerk verputzt, Giebel verschiefert, Seitengebäude und Scheune Streichung 2012, nach Umbauten kein ausreichender Denkmalwert mehr vorhanden | 09288580 |
|                                         | Wohnstallhaus | Mittelweg 1 (Karte)                                                                    | 1. Viertel 19. Jahrhundert | Obergeschoss Fachwerk, Giebel verschiefert, baugeschichtlich von Bedeutung, Sandsteingewände im Erdgeschoss. | 09288612 |
|                                         | Wohnhaus und Scheune eines Hakenhofes | Mittelweg 15 (Karte)                                                                   | Mitte 19. Jahrhundert | Wohnhaus Putzbau mit Drillingsfenster im Giebel, Scheune verbrettert, baugeschichtlich und wirtschaftsgeschichtlich von Bedeutung. Sandsteingewände, zum Teil verändert, Scheune mit verschiefertem Giebel. | 09288599 |
|                                         | Wohnstallhaus mit angebauter Scheune | Mittelweg 17 (Karte)                                                                   | 1. Hälfte 19. Jahrhundert | Baugeschichtlich von Bedeutung. Satteldach mit Schleppgaupe, Giebel verbrettert, Tür von etwa 1920 | 09288600 |
|                                         | Wohnstallhaus und Scheune eines Dreiseithofes                                                                                               | Mittelweg 20 (Karte)                                                                   | Mitte 19. Jahrhundert | Wohnstallhaus Obergeschoss Fachwerk verbrettert, Giebel ornamental verkleidet, Scheune verbretterte Holzkonstruktion, baugeschichtlich und wirtschaftsgeschichtlich von Bedeutung. Giebel mit Schiefer und Drillingsfenster, Abbruchgenehmigung für Wohnstallhaus vom 26. Juni 2017 (Landratsamt Bautzen) | 09288597 |
| Direkt Bild zu diesem Denkmal hochladen | Wohnstallhaus | Mittelweg 30 (Karte)                                                                   | Um 1820 | Obergeschoss Fachwerk verbrettert, Giebel verbrettert, baugeschichtlich von Bedeutung, Sandsteingewände. | 09288585 |
|                                         | Wohnstallhaus und Seitengebäude (ohne Wohnhausneubau)                                                                                       | Mittelweg 32a (Karte)                                                                  | 2. Drittel 19. Jahrhundert | Ohne Wohnhausneubau, Wohnstallhaus Putzbau mit verkleidetem Giebel, Seitengebäude Obergeschoss Fachwerk verbrettert, baugeschichtlich und wirtschaftsgeschichtlich von Bedeutung. Giebel verschiefert, Seitengebäude Giebel verbrettert, bis März 2012 irrtümlich unter Nummer 32, in der Denkmalliste, laut ALK-Daten Mittelweg 32a. | 09288584 |
|                                         | Wohnstallhaus und Scheune eines Zweiseithofes                                                                                               | Mittelweg 39 (Karte)                                                                   | Um 1800 | Wohnstallhaus Obergeschoss Fachwerk, Giebel verschiefert, Scheune verbretterte Holzkonstruktion, baugeschichtlich und straßenbildprägend von Bedeutung | 09288588 |
|                                         | Mühle (Nr. 8) und Seitengebäude (Nr. 8a) sowie Mühlgraben mit Wehr                                                                          | Mühlenweg 8, 8a (Karte)                                                                | Um 1873 | Baugeschichtlich und ortsgeschichtlich von Bedeutung. Natursteingewände, Bruchsteinmauerwerk, Traufgesims (Zahnschnitt) aus Klinkern. | 09288571 |
|                                         | Wohnhaus eines Bauernhofes | Mühlenweg 10 (Karte)                                                                   | Mitte 19. Jahrhundert | Obergeschoss und Giebel vermutlich Fachwerk, mit Kunstschiefer verkleidet, baugeschichtlich von Bedeutung. | 09288570 |
|                                         | Wohnhaus | Mühlenweg 12 (Karte)                                                                   | Bezeichnet mit 1926 | Eingeschossiger Putzbau mit einfacher Putzgliederung, Pyramidendach, baugeschichtlich von Bedeutung. Wetterfahne „1926“, originale Tür mit geschliffenem Glas, Windfang | 09288569 |
|                                         | Wohnstallhaus | Paradiesstraße 7 (Karte)                                                               | Mitte 19. Jahrhundert | Obergeschoss Fachwerk verbrettert, Giebel verbrettert, baugeschichtlich von Bedeutung | 09288572 |
| Direkt Bild zu diesem Denkmal hochladen | Wohnhaus | Poststraße 3 (Karte)                                                                   | Um 1910 | Putzbau mit Obergeschoss in Klinkerbauweise, Freigespärre im Giebel, Satteldach, baugeschichtlich von Bedeutung. Originale Tür, Windfang, Balkon auf Konsolen mit Schmiedeeisengitter, Obergeschoss aus Klinker-Mauerwerk mit Putz-Eckquadern, Erdgeschoss modernisiert. | 09288561 |
|                                         | Wohnhaus | Poststraße 5 (Karte)                                                                   | Um 1910 | Putzbau mit übergiebeltem Mittelrisalit und Pilastergliederung aus Klinkern, baugeschichtlich von Bedeutung. Mittelrisalit mit Zwerchhaus, Klinker-Ecklisenen, neue Fenster. | 09288558 |
|                                         | Villa | Poststraße 6 (Karte)                                                                   | Um 1910 | Klinkerbau mit Fachwerk im Giebelbereich, Putzornamentik im Fensterbereich, baugeschichtlich und straßenbildprägend von Bedeutung. Fachwerkgiebel, gelbe Klinker, Treppenhausfenster mit Farbglas | 09288560 |
|                                         | Villa | Poststraße 8 (Karte)                                                                   | Um 1910 | Zeittypischer Putzbau mit Erker und reicher Dachlandschaft, später Postamt, baugeschichtlich und straßenbildprägend von Bedeutung. Natursteingewände, Erker auf Kragsteinen, vielgliedrige Dachlandschaft | 09288559 |
| Direkt Bild zu diesem Denkmal hochladen | Kellergewölbe des ehemaligen Schlosses (Einzeldenkmal zu ID-Nr. 09288639)                                                                   | Rittergut (Karte)                                                                      | | Einzeldenkmal der Sachgesamtheit Rittergut und Schlosspark Großharthau; baugeschichtlich, künstlerisch, gartenkünstlerisch und ortsgeschichtlich von Bedeutung | 09288639 |
|                                         | Torhaus (Einzeldenkmal zu ID-Nr. 09288639)                                                                                                  | Rittergut 1 (Karte)                                                                    | Um 1730 | Einzeldenkmal der Sachgesamtheit Rittergut und Schlosspark Großharthau; baugeschichtlich, ortsgeschichtlich und künstlerisch von Bedeutung. Heute Wohnnutzung, Mittelrisalit mit Dreiecksgiebel (mit Wappen), Turmaufsatz auf dem Walmdach. | 09303423 |
|                                         | Wirtschaftsgebäude, Westflügel (Einzeldenkmal zu ID-Nr. 09288639)                                                                           | Rittergut 2, 4, 6, 8, 10, 12, 14, 16, 18, 20 (Karte)                                   | Nach 1793 (Wirtschaftsgebäude nach Brand der Vorgängerbauten) | Einzeldenkmal der Sachgesamtheit Rittergut und Schlosspark Großharthau; baugeschichtlich, ortsgeschichtlich und künstlerisch von Bedeutung. Eineinhalbgeschossiger massiver Putzbau (zu Wohnzwecken ausgebaut), authentisch erhalten. | 09303423 |
|                                         | Wirtschaftsgebäude, Ostflügel (Einzeldenkmal zu ID-Nr. 09288639)                                                                            | Rittergut 3, 5, 7, 9, 11, 13, 15, 17, 19, 21, 23, 25, 27 (Karte)                       | Nach 1793 (Wirtschaftsgebäude nach Brand der Vorgängerbauten) | Einzeldenkmal der Sachgesamtheit Rittergut und Schlosspark Großharthau; baugeschichtlich, ortsgeschichtlich und künstlerisch von Bedeutung. Eineinhalbgeschossiger massiver Putzbau (zu Wohnzwecken ausgebaut), authentisch erhalten. | 09303423 |
|                                         | Schmiede (Einzeldenkmal zu ID-Nr. 09288639)                                                                                                 | Rittergut 29 (Karte)                                                                   | Nach 1793 (Wirtschaftsgebäude nach Brand der Vorgängerbauten) | Einzeldenkmal der Sachgesamtheit Rittergut und Schlosspark Großharthau; baugeschichtlich, ortsgeschichtlich und künstlerisch von Bedeutung | 09303423 |
|                                         | Reithalle (Einzeldenkmal zu ID-Nr. 09288639)                                                                                                | Rittergut 30 (Karte)                                                                   | 1904 | Einzeldenkmal der Sachgesamtheit Rittergut und Schlosspark Großharthau; baugeschichtlich, ortsgeschichtlich und künstlerisch von Bedeutung. Mit historischem Dachtragwerk, von 1904 in der Nähe des Gutes. | 09303423 |
|                                         | Schule mit angrenzender Turnhalle | Schulstraße 9 (Karte)                                                                  | Bezeichnet mit 1902 | Historistischer Putzbau mit Mittelrisalit und Walmdach, baugeschichtlich und ortsgeschichtlich von Bedeutung. Zweigeschossig, Zwerchhaus mit Voluten, Dachgaupen, Sandsteingewände, Turnhalle mit Füllhorn-Ornament am Giebel zur Straßenseite, Krüppelwalmdach | 09288610 |
|                                         | Spritzenhaus | Straße der Einheit 14a (Karte)                                                         | Um 1920 | Ortsgeschichtlich und sozialgeschichtlich von Bedeutung. Toröffnung und Fenster mit roten Klinkern eingefasst, Eckrustica | 09288625 |
| Direkt Bild zu diesem Denkmal hochladen | Scheune eines Bauernhofes | Straße der Einheit 17 (Karte)                                                          | 2. Viertel 19. Jahrhundert | Scheune eines Bauernhofes; Fachwerkscheune, baugeschichtlich von Bedeutung. Fachwerk mit Lehmausfachung Das bis dahin einzige Umgebindehaus des Ortes mit verbrettertem Obergeschoss und Lehmausfachung wurde 2020 abgerissen. | 09288626 |
|                                         | Wohnstallhaus | Straße der Einheit 21 (Karte)                                                          | Mitte 19. Jahrhundert | Obergeschoss und Giebel Fachwerk verschiefert, baugeschichtlich von Bedeutung. Sandsteingewände | 09288601 |
|                                         | Wohnhaus | Straße der Einheit 33 (Karte)                                                          | 1. Hälfte 19. Jahrhundert | Eingeschossiger Putzbau mit Satteldach, sozialgeschichtlich von Bedeutung, Sandsteingewände. | 09288596 |
|                                         | Wohnstallhaus | Straße der Einheit 40 (Karte)                                                          | Um 1850 | Obergeschoss Fachwerk verschiefert (Ornament), baugeschichtlich von Bedeutung | 09288586 |
|                                         | Ehemaliges Wohnstallhaus | Straße der Einheit 50 (Karte)                                                          | Mitte 19. Jahrhundert | Obergeschoss Fachwerk, eine Traufseite Sichtfachwerk, die andere Seite verkleidet, baugeschichtlich von Bedeutung. Obergeschoss und Giebel verschiefert, an der Vorderseite Fachwerk sichtbar. | 09288593 |
|                                         | Südöstliches Seitengebäude sowie Scheune eines Vierseithofes                                                                                | Straße der Einheit 55 (Karte)                                                          | 1. Hälfte 19. Jahrhundert | Seitengebäude Obergeschoss Fachwerk, baugeschichtlich von Bedeutung. Seitengebäude Erdgeschoss Bruchstein, Scheune massiv mit großen hölzernen Toren und Holzverbretterung, im Inneren Bansenwände erhalten, originaler Dachstuhl, Abbruchantrag für das Seitengebäude vom 17. Januar 2013. | 09288595 |
|                                         | Westliches Wohnstallhaus eines Bauernhofes                                                                                                  | Straße der Einheit 59 (Karte)                                                          | Um 1800 | Obergeschoss Fachwerk verschiefert, baugeschichtlich von Bedeutung, Giebel verbrettert. | 09288578 |
|                                         | Wohnhaus | Wesenitzweg 4 (Karte)                                                                  | Bezeichnet mit 1801 | Obergeschoss Fachwerk, Giebel verschiefert nach Westen, Krüppelwalmdach, baugeschichtlich und straßenbildprägend von Bedeutung. Zwei Eingänge mit Korbbogenabschluss und Schlussstein, Sandsteingewände. | 09288617 |
| Weitere Bilder                          | Nördliches Wohnstallhaus und Scheune eines Gehöfts                                                                                          | Wesenitzweg 6 (Karte)                                                                  | 1. Hälfte 19. Jahrhundert | Wohnstallhaus Obergeschoss Sichtfachwerk, Fachwerkscheune, baugeschichtlich von Bedeutung. Anwesen stand bis 2001 fälschlicherweise unter „Wesenitzweg 6a“ in Denkmalliste, Wohnstallhaus wurde modernisiert (jetzt darin Büro- und Archivräume). | 09288615 |
|                                         | Fachwerkscheune eines Bauernhofes (Einzeldenkmal zu ID-Nr. 09288639)                                                                        | Wesenitzweg 7a (Karte)                                                                 | Um 1800 | Einzeldenkmal der Sachgesamtheit Rittergut und Schlosspark Großharthau; baugeschichtlich von Bedeutung. Fachwerk (Gefache mit Ziegeln ausgemauert), im Giebel geschweiftes Andreaskreuz | 09288614 |

## Bühlau
| Bild           | Bezeichnung | Lage                    | Datierung                                                                  | Beschreibung | ID       |
| -------------- | --- | ----------------------- | -------------------------------------------------------------------------- | --- | -------- |
|                | Wohnhaus | Alte Straße 10 (Karte)  | 2. Hälfte 19. Jahrhundert                                                  | Obergeschoss Fachwerk, Giebel verbrettert, baugeschichtlich von Bedeutung. | 09276111 |
|                | Bogenbrücke über den Bühlbach | Am Bühlbach (Karte)     | 19. Jahrhundert                                                            | Baugeschichtlich von Bedeutung. Naturstein, Brücke stand bis 2001 ohne Straßenangabe in Denkmalliste | 09276095 |
|                | Wohnstallhaus | Am Bühlbach 2 (Karte)   | Bezeichnet mit 1807                                                        | Obergeschoss Fachwerk, baugeschichtlich von Bedeutung. Bezeichnet am Türsturz des Korbbogenportals mit „ISK 1807“. Die zu Wohnstallhaus und Anbau als Denkmal dazugehörige Durchfahrtsscheune über rechtem Winkel wurde nach 1997 abgebrochen. | 09276089 |
|                | Wohnhaus | Am Bühlbach 6 (Karte)   | 1. Hälfte 19. Jahrhundert                                                  | Obergeschoss Fachwerk, zum Teil verbrettert, baugeschichtlich von Bedeutung. | 09276091 |
|                | Wohnstallhaus, Stall und Scheune und Torsäulen eines Dreiseithofes                                                                        | Am Bühlbach 8 (Karte)   | 2. Hälfte 19. Jahrhundert                                                  | Wohnstallhaus Obergeschoss Fachwerk, baugeschichtlich und wirtschaftsgeschichtlich von Bedeutung | 09276093 |
| Weitere Bilder | Kirche mit Ausstattung, Kirchhof mit Treppenanlage und Einfriedung, zwei Grabmale sowie Denkmal für die Gefallenen des Ersten Weltkrieges | Am Kirchberg (Karte)    | 1844 (Kirche); Mitte 17. Jahrhundert (Grabmal); nach 1918 (Kriegerdenkmal) | Schlichte Saalkirche mit gerade geschlossenem Chor, verputzter Bruchsteinbau mit steilem Satteldach, hölzerner oktogonaler Dachreiter mit Glockengeschoss und flacher Haube, baugeschichtlich und ortsgeschichtlich von Bedeutung. | 09276092 |
|                | Gasthof Erbgericht mit Wohnstallhaus und Seitengebäude über winkligem Grundriss                                                           | Gerichtsweg 12 (Karte)  | Bezeichnet mit 1852 und älterer Kern                                       | Obergeschoss Sichtfachwerk mit Lehmausfachung, Seitengebäude mit Tordurchfahrt, baugeschichtlich und ortsgeschichtlich von Bedeutung | 09276107 |
|                | Wohnhaus | Hauptstraße 2 (Karte)   | 2. Hälfte 19. Jahrhundert                                                  | Obergeschoss Fachwerk, Drempel, Gefache mit Klinkern ausgesetzt, baugeschichtlich von Bedeutung, Drempel | 09276088 |
|                | Schule | Hauptstraße 35 (Karte)  | Um 1850                                                                    | Putzbau mit Krüppelwalmdach, nach 1993 Umnutzung zur Gaststätte und Vereinsräumen, baugeschichtlich und ortsgeschichtlich von Bedeutung. Tür mit Korbbogenschluss | 09276100 |
|                | Turnhalle | Hauptstraße 37 (Karte)  | 1920er Jahre                                                               | Zeittypischer Putzbau mit Walmdach und Dachreiter, baugeschichtlich und ortsgeschichtlich von Bedeutung. Türmchen, Portikus | 09276099 |
|                | Südwestliche Scheune eines Bauernhofes | Hauptstraße 40 (Karte)  | 2. Hälfte 19. Jahrhundert                                                  | Fachwerkscheune, baugeschichtlich von Bedeutung | 09276108 |
|                | Wohnhaus | Hauptstraße 42 (Karte)  | Mitte 19. Jahrhundert                                                      | Obergeschoss Fachwerk, baugeschichtlich von Bedeutung | 09276109 |
|                | Südliches Seitengebäude eines Vierseithofes                                                                                               | Hauptstraße 44 (Karte)  | 2. Hälfte 19. Jahrhundert                                                  | Obergeschoss Fachwerk, Tordurchfahrt, baugeschichtlich von Bedeutung. Scheune stand bis 2001 irrtümlich unter „Hauptstraße-Bühlau 47“ in Denkmalliste. | 09276110 |
|                | Wohnmühlenhaus mit angebautem Technikgebäude einer ehemaligen Wassermühle                                                                 | Hauptstraße 59 (Karte)  | Bezeichnet mit 1904                                                        | Baugeschichtlich, ortsgeschichtlich und technikgeschichtlich von Bedeutung. Wohnmühlengebäude mit Putzquaderung an den Ecken, Dachgauben. Technikanbau zweigeschossig mit Drempel und originalem Türstock, mit Einlauf des ehemaligen Mühlgrabens. Rechtwinkliger (ehemals Sägemühlen-) Anbau an Wassermühle ist kein Denkmal. | 09276103 |
|                | Hexenburg; Ziegelei mit Zufahrt und Schornstein                                                                                           | Zur Hexenburg 2 (Karte) | Bezeichnet mit 1855                                                        | Vierflügelige Anlage um einen quadratischen Innenhof, baugeschichtlich, ortsgeschichtlich und technikgeschichtlich von Bedeutung. Großer Gewölbekeller, im Keller eventuell noch alter Backofen, später als Brauerei genutzt, Name „Hexenburg“, weil zwölf Tore, 52 Türen, 365 Fenster vorhanden waren, erbaut von Karl Gottlieb Wustmann, an den abgeschrägten Ecken der Eckbauten Inschrifttafeln oder Reliefplatten (verwittert), Rundbogenfenster mit Klinkern eingefasst, an einem Eckgebäude ein gemauerter Schornstein, ein längsrechteckiger Bau als Stall genutzt. | 09276090 |

## Schmiedefeld
| Bild                                    | Bezeichnung | Lage                        | Datierung                                                  | Beschreibung | ID       |
| --------------------------------------- | --- | --------------------------- | ---------------------------------------------------------- | --- | -------- |
|                                         | Wohnstallhaus und Scheune eines Zweiseithofes | Am Damm 3 (Karte)           | Mitte 19. Jahrhundert                                      | Wohnstallhaus Obergeschoss Fachwerk verbrettert, Sandsteingewände an Fenstern und Tür, baugeschichtlich von Bedeutung, Fenster originale Größe und Sprossen | 09289314 |
| Weitere Bilder                          | Michaeliskirche und Kirchhof, Denkmal für die Gefallenen des Ersten Weltkrieges und für die Gefallenen des deutsch-französischen Krieges von 1870/71 sowie Einfriedungsmauer mit Kirchhofstor | Hauptstraße (Karte)         | Bezeichnet mit 1818 (Kirche); nach 1918 (Kriegerdenkmal)   | Saalkirche mit zweigeschossiger Empore, große Fensterflächen, Westturm dreigliedrig mit Welscher Haube und Wetterfahne „1818–1978“, baugeschichtlich und ortsgeschichtlich von Bedeutung. Innenseite im Osten abgeschrägt mit flachem Abschluss hinter klassizistischem Kanzelaltar, klassizistisch-schlichte Innenausmalung. | 09289317 |
| Weitere Bilder                          | Gasthof „Dürrer Fuchs“ | Hauptstraße 2 (Karte)       | Bezeichnet mit 1796                                        | Obergeschoss Fachwerk verbrettert, baugeschichtlich und ortsgeschichtlich von Bedeutung, Krüppelwalmdach | 09289318 |
| Weitere Bilder                          | Postgut (Sachgesamtheit) | Hauptstraße 11 (Karte)      | Nach 1813                                                  | Sachgesamtheit Postgut mit folgenden Einzeldenkmalen: nördliches Wohnhaus, östliches Stallgebäude, südliches Stallgebäude, westliches Wirtschaftsgebäude, westliche Mauer und Pfosten der Hofeinfahrt sowie südwestliche Scheune außerhalb der Vierseithofanlage (Einzeldenkmal ID-Nr. 09301381) und Reste der ursprünglichen Hofpflasterung als Sachgesamtheitsteil; orts- und baugeschichtliche Bedeutung [Störelemente: südliches und östliches LPG-Gebäude sowie östlicher Teil des südlichen Stallgebäudes]. | 09289316 |
|                                         | Nördliches Wohnhaus (Einzeldenkmal zu ID-Nr. 09289316) | Hauptstraße 11 (Karte)      | Nach 1813                                                  | Einzeldenkmal der Sachgesamtheit Postgut; orts- und baugeschichtliche Bedeutung. Zweigeschossiges, massives Bauwerk (Bruchsteinmauerwerk, verputzt) mit Mansarddach mit Schopf, originale Kubatur und Proportionen sowie originale hof- und straßenseitige segmentbogige Portale mit historischen Türen und umlaufendem scharierten Schmuckband, profiliertes Traufgesims, straßenseitig neue Fenster im Schopfbereich (nehmen auf Achsen der beiden Hauptgeschosse Bezug).                                       | 09301381 |
|                                         | Östliches Stallgebäude (Einzeldenkmal zu ID-Nr. 09289316) | Hauptstraße 11 (Karte)      | Nach 1813                                                  | Einzeldenkmal der Sachgesamtheit Postgut; orts- und baugeschichtliche Bedeutung. Eingeschossiger Massivbau (Bruchsteinmauerwerk, verputzt), mit Satteldach (zurzeit Blecheindeckung), Schleppgaupen und Dachüberstand, Fensteröffnungen zeitweise erheblich verändert, Gewände Granit. | 09301381 |
|                                         | Südliches Wirtschaftsgebäude (Einzeldenkmal zu ID-Nr. 09289316) | Hauptstraße 11 (Karte)      | Nach 1813                                                  | Einzeldenkmal der Sachgesamtheit Postgut; orts- und baugeschichtliche Bedeutung. Eingeschossiger Massivbau (Bruchsteinmauerwerk, verputzt) mit Satteldach (zurzeit Blecheindeckung), Dachüberstand, Fenster- und Türöffnungen verändert (ehemaliges Tor teilweise vermauert), ohne Anbau. | 09301381 |
|                                         | Westliches Wirtschaftsgebäude (Einzeldenkmal zu ID-Nr. 09289316) | Hauptstraße 11 (Karte)      | Nach 1813                                                  | Einzeldenkmal der Sachgesamtheit Postgut; orts- und baugeschichtliche Bedeutung. Eingeschossiger Massivbau (Bruchsteinmauerwerk, verputzt), mit Satteldach (zurzeit Blecheindeckung), Schleppgaupen, Tür- und Fenstergewände Sandstein, zum Teil neuere Fensteröffnungen während der Nutzungszeit durch LPG. | 09301381 |
| Direkt Bild zu diesem Denkmal hochladen | Westliche Mauer (Einzeldenkmal zu ID-Nr. 09289316) | Hauptstraße 11 (Karte)      | Nach 1813                                                  | Einzeldenkmal der Sachgesamtheit Postgut; orts- und baugeschichtliche Bedeutung. Mauer verbindet westliches Wirtschaftsgebäude (Scheune) der Hofanlage mit Scheune außerhalb des Innenhofes. | 09301381 |
| Direkt Bild zu diesem Denkmal hochladen | Pfosten der Hofeinfahrt (Einzeldenkmal zu ID-Nr. 09289316) | Hauptstraße 11 (Karte)      | Nach 1813                                                  | Einzeldenkmal der Sachgesamtheit Postgut; orts- und baugeschichtliche Bedeutung, zwei Granitpfeiler | 09301381 |
| Direkt Bild zu diesem Denkmal hochladen | Südwestliche Scheune außerhalb des Vierseithofanlage (Einzeldenkmal zu ID-Nr. 09289316) | Hauptstraße 11 (Karte)      | Nach 1813                                                  | Einzeldenkmal der Sachgesamtheit Postgut; orts- und baugeschichtliche Bedeutung. Stattlicher eingeschossiger Massivbau (Bruchsteinmauerwerk) mit giebelseitigem Anbau, an Längsseite drei große hölzerne Tore, giebelseitig ein Segmentbogentor, hohes Satteldach (zurzeit Blecheindeckung), profiliertes Traufgesims, Gewände Sandstein. | 09301381 |
|                                         | Wohnstallhaus mit rechtwinklig anschließender Scheune | Hauptstraße 26 (Karte)      | Ende 19. Jahrhundert, Schieferornament bezeichnet mit 1899 | Wohnstallhaus Obergeschoss Fachwerk verputzt, Giebel ornamental verschiefert, Scheune Obergeschoss Fachwerk verbrettert, Anlage prägnant durch ihre Größe, baugeschichtlich und wirtschaftsgeschichtlich von Bedeutung. Wohnstallhaus zweigeschossig, Straßenseite ornamental verschiefert. Scheune mit Krüppelwalmdach, Dachreiter und Blitzableiter, Fenster Originalgröße. | 09289315 |
|                                         | Wohnstallhaus und Scheune eines Zweiseithofes | Hauptstraße 30 (Karte)      | 2. Hälfte 19. Jahrhundert                                  | Wohnstallhaus Obergeschoss Fachwerk verbrettert, Scheune verbretterte Holzkonstruktion, baugeschichtlich und wirtschaftsgeschichtlich von Bedeutung. Große, sich rechtwinklig ans Wohnstallhaus anschließende Scheune, Fenster originale Größe. | 09289313 |
| Direkt Bild zu diesem Denkmal hochladen | Wohnstallhaus eines ehemaligen Zweiseithofes | Hauptstraße 52 (Karte)      | Mitte 19. Jahrhundert                                      | Obergeschoss Fachwerk, baugeschichtlich von Bedeutung. Giebel zur Straßenseite hin ornamental verschiefert, Originalfenster, Abbruchgenehmigung für das Wohnstallhaus laut Landratsamt Bautzen vom 29. Oktober 2014. Seitengebäude auf Bruchsteinsockel und Frackdach wurde mit Genehmigung vom 8. Dezember 1994 abgebrochen. | 09289310 |
|                                         | Wohnstallhaus und Scheune eines Bauernhofes | Hauptstraße 56, 56a (Karte) | 2. Hälfte 19. Jahrhundert                                  | Ursprünglich erhalten, baugeschichtlich und wirtschaftsgeschichtlich von Bedeutung. - Wohnstallhaus: Obergeschoss Fachwerk, Giebel verbrettert, Fenstergewände im Erdgeschoss Sandstein - Scheune mit Krüppelwalmdach, original erhaltene Fenster, Obergeschoss Fachwerk verbrettert | 09289319 |
|                                         | Wohnstallhaus, Scheune und Ausgedinge (Wohnstallhaus) eines Dreiseithofes sowie Einfriedungspfeiler                                                                                           | Hauptstraße 65 (Karte)      | Ende 19. Jahrhundert                                       | Wohnstallhaus Obergeschoss Fachwerk verschiefert, Fenstergewände aus Sandstein, Ausgedinge Obergeschoss Fachwerk verbrettert, Einfriedungspfeiler als Durchsteckpfosten aus Granit entlang der Straße, baugeschichtlich, sozialgeschichtlich und wirtschaftsgeschichtlich von Bedeutung. | 09289307 |
|                                         | Wohnstallhaus | Hauptstraße 68 (Karte)      | 2. Hälfte 19. Jahrhundert                                  | Obergeschoss Fachwerk verbrettert, baugeschichtlich von Bedeutung. Fenstergewände im Erdgeschoss in Sandstein, alle Fenster ursprünglich erhalten. | 09289309 |
|                                         | Wohnstallhaus ohne nördlichen Anbau, Seitengebäude und Scheune eines Vierseithofes | Mittelweg 9, 10 (Karte)     | Um 1890                                                    | Wohnstallhaus Obergeschoss Sichtfachwerk, Seitengebäude Obergeschoss Fachwerk verbrettert, Scheune zum Teil Sichtfachwerk, baugeschichtlich, sozialgeschichtlich und wirtschaftsgeschichtlich von Bedeutung. Originale Fenstergrößen, Scheune und Wohnstallhaus im Südgiebel verschiefert. Ausgedinge im Süden mit Sichtfachwerk, aber stark überformt, im Zuge der stattgefundenen Sanierung mit Kunststofffenstern versehen, deshalb Streichung im Oktober 2012.                                                | 09289312 |

## Seeligstadt
| Bild                                    | Bezeichnung | Lage                                                                | Datierung                                                                                         | Beschreibung | ID       |
| --------------------------------------- | --- | ------------------------------------------------------------------- | ------------------------------------------------------------------------------------------------- | --- | -------- |
| Weitere Bilder                          | Postbrücke; Bruchsteinbrücke | (östlich des Ortsausgangs) (Karte)                                  | 19. Jahrhundert                                                                                   | Baugeschichtlich und ortsgeschichtlich von Bedeutung | 09289736 |
| Direkt Bild zu diesem Denkmal hochladen | Gedenkstein | (in der Nähe des Oberen Schweinsgrundweges, Flurstück 1070) (Karte) | Bezeichnet mit 1798                                                                               | Inschrift: „H. 1798 [gest.]“, ortsgeschichtlich von Bedeutung, Maße 1,50 m × 1 m | 09289496 |
| Weitere Bilder                          | Wohnhaus mit rechtwinklig ausgebautem Wirtschaftsflügel, Seitengebäude sowie Einfriedung eines ehemaligen Dreiseithofes                                  | Am Forsthaus 1 (Karte)                                              | Bezeichnet mit 1798                                                                               | Baugeschichtlich und wirtschaftsgeschichtlich von Bedeutung. - Wohnhaus: zweigeschossiger Baukörper mit Krüppelwalmdach und frackartige Verlängerung des Daches nach Süden, Giebel und Hofseite Fachwerk, zum Teil verbrettert, originale Fenster, an massiver Seite Sandsteingewände - rechtwinkliger Anbau an Wohnhaus: saniert, Obergeschoss Fachwerk, im Erdgeschoss zwei segmentbogige Öffnungen eingebracht - freistehendes Seitengebäude: eingeschossiger Massivbau mit Satteldach - Einfriedung: zwei Granitpfosten und das Grundstück umrahmende Natursteinmauer | 09289323 |
| Weitere Bilder                          | Wohnstallhaus eines Gutshofes | Am Forsthaus 4 (Karte)                                              | Bezeichnet mit 1798                                                                               | Baugeschichtlich von Bedeutung. Zweigeschossig mit Krüppelwalmdach, Obergeschoss Fachwerk, im Erdgeschoss Fenstergewände Sandstein, ornamentierte Sandsteintür, teilweise noch originale Fenstergrößen, Schlussstein „JGH 1798“, bis März 2012 irrtümlich unter Nummer 6 in der Denkmalliste, laut ALK-Daten besitzt das Haus die Hausnummer 4 | 09289322 |
| Weitere Bilder                          | Mühlenwohnhaus über winkligem Grundriss mit rückwärtigem Anbau, südliches Seitengebäude und westliche Scheune eines Mühlenanwesens sowie Mühlgraben      | Am Mühlgraben 7 (Karte)                                             | Bezeichnet mit 1838 (Mühle); Mitte 19. Jahrhundert (Seitengebäude); bezeichnet mit 1911 (Scheune) | Mühlenwohnhaus Putzbau mit Krüppelwalmdach, Seitengebäude Obergeschoss Fachwerk, Scheune Fachwerk, baugeschichtlich, baugeschichtlich und ortsgeschichtlich von Bedeutung. Fenster zum Teil originale erhalten, im Türsturz bezeichnet mit 1838, ornamentierte Fülltür, Anbau mit Hechtgaupe. Krüppelwalmdach Scheune auf Wetterfahne datiert 1911. | 09289329 |
|                                         | Wohnstallhaus | Am Mühlgraben 8 (Karte)                                             | 2. Hälfte 19. Jahrhundert                                                                         | Obergeschoss Fachwerk, Giebel verbrettert, baugeschichtlich von Bedeutung. Stallhaus (Fachwerk) erhalten, Fenster original im Erdgeschoss. | 09289330 |
|                                         | Nördliches Seitengebäude eines Vierseithofes | Am Mühlgraben 10 (Karte)                                            | Ende 19. Jahrhundert                                                                              | Obergeschoss Fachwerk, seitliche Tordurchfahrt, baugeschichtlich und sozialgeschichtlich von Bedeutung. Erdgeschoss massiv, zwei Stalltüren, eine mit Korbbogenabschluss, Giebel verschiefert, Obergeschoss verbrettert. | 09289331 |
| Weitere Bilder                          | Steindeckerbrücke über die Schwarze Röder | Bergstraße 9 (bei) (Karte)                                          | Inschriftlich 1818                                                                                | Aneinander gereihte Granitdecker, landschaftsprägendes Element der Oberlausitz, Seltenheitswert, baugeschichtlich von Bedeutung. Brücke BW S 01 im Zuge der Bergstraße, Konstruktion original erhalten (Balkenlagen, Aufleger aus Granit-Quaderblöcken). Neuerer zurzeit desolater Belag und Geländer 20. Jahrhundert, auch Böschungsmauern beidseitig des Wasserlaufes aus gleichmäßigem Quadermauerwerk aus Granit erhalten. Bauart der Aneinanderreihung von Balken aus Granitsteinmaterial wahrscheinlich sachsen- oder sogar deutschlandweit Unikat darstellend und offenbar nur in Oberlausitz mit hohem Granitvorkommen vorhanden. Nur im kommunalen Bereich noch vereinzelt Baulichkeiten dieser Art erhalten.                           | 09289978 |
| Weitere Bilder                          | Wegstein | Fischbacher Straße (Flurstück 593) (Karte)                          | 19. Jahrhundert                                                                                   | Verkehrsgeschichtlich von Bedeutung. Grob behauene Natursteinstele, nach oben hin leicht verjüngend, flacher Abschluss. | 09289495 |
| Weitere Bilder                          | Wohnhaus eines ehemaligen Hakenhofes und Einfriedungsmauer entlang der Straße                                                                            | Hauptstraße 14 (Karte)                                              | 2. Hälfte 19. Jahrhundert                                                                         | Baugeschichtlich, wirtschaftsgeschichtlich und straßenbildprägend von Bedeutung - Wohnhaus: Obergeschoss Fachwerk, verbrettert, Korbbogenportal, zum Teil originale Fenster - straßenbegleitende Bruchsteinmauer mit abgerundetem Verlauf zum Hofeingang - Scheune: Sichtfachwerk, Abbruch 2012 festgestellt | 09289324 |
| Weitere Bilder                          | Wohnstallhaus und Scheune eines Hakenhofes | Hauptstraße 44 (Karte)                                              | Ende 19. Jahrhundert                                                                              | Wohnstallhaus Putzbau, Scheune Sichtfachwerk, baugeschichtlich und wirtschaftsgeschichtlich von Bedeutung, profilierte Sandsteinfenstergewände, Traufe mit dreieckigem Zahnschnittfries | 09289328 |
| Weitere Bilder                          | Westliches Wohnstallhaus eines Gehöfts | Hauptstraße 45 (Karte)                                              | Bezeichnet mit 1833                                                                               | Obergeschoss Fachwerk, baugeschichtlich von Bedeutung. Türen und Fenster Sandsteingewände, Sockel Feldstein, originale Fenster (Sprossen), die zum Anwesen dazugehörende Scheune (ebenfalls als Denkmal ausgewiesen) wurde 1995 abgebrochen, angebautes Taubenhaus abgebrochen, bis März 2012 irrtümlich unter Nummer 47 in der Denkmalliste, laut ALK-Daten Hauptstraße 45. | 09289320 |
| Weitere Bilder                          | Martin-Luther-Kirche (mit Ausstattung) und Kirchhof mit Einfriedung, Eingangsportal, Treppenanlage, drei Solitärbäumen (Gartendenkmal) und einem Grabmal | Hauptstraße 46 (Karte)                                              | Ursprünglich Mittelalter, 1630 (Kirche); 1686 (Altar); 1693 (Epitaph)                             | Kleine Saalkirche mit Empore, Glockenturm als Dachreiter, ausgeschiedener Chor, Deckenkassettierung aus 15 mit Heiligen und Propheten bemalten Holztafeln. Kirchhof mit seitlicher und straßenseitiger Einfriedung, Eingangsportal und Treppenanlage; drei Solitärbäume (Gartendenkmal): zwei das Eingangsportal flankierende Linden sowie eine alte Linde (gepflanzt 1800) im rückwärtigen Kirchhofbereich; an der südlichen Kirchenwand Grabmal Familie Rüdiger, Erstbelegung Karoline Alwine Rüdiger (1852–1909), am Unterbau drei Schrifttafeln, darüber trauernder Engel mit Urne und Kreuz, Sandstein, ursprünglich teils farbig gefasst, nach 1909; in der Kirche barocker Kanzelaltar, bezeichnet mit 1686; Epitaph bezeichnet mit 1693. | 09289332 |
| Weitere Bilder                          | Wohnstallhaus | Hauptstraße 56 (Karte)                                              | 1. Hälfte 19. Jahrhundert                                                                         | Obergeschoss Fachwerk verbrettert, in Konstruktion und Aussehen ursprünglich erhalten, baugeschichtlich von Bedeutung. Erdgeschoss massiv, Wand-Öffnung-Verhältnis intakt, Satteldach. | 09278694 |
| Weitere Bilder                          | Sandstein-Türgewände mit Korbbogen | Johann-Joachim-Kändler-Straße 17 (Karte)                            | Bezeichnet mit 1840                                                                               | Hausgeschichtlich von Bedeutung, bezeichnet mit „CGB No 74 - 1840“ | 09279073 |
| Weitere Bilder                          | Steindeckerbrücke über die Schwarze Röder | Mittelweg 2 (bei) (Karte)                                           | 1. Viertel 19. Jahrhundert                                                                        | Aneinander gereihte Granitdecker, landschaftsprägendes Element der Oberlausitz, Seltenheitswert, baugeschichtlich von Bedeutung. Brücke BW S-04 im Zuge der Mittelstraße, Konstruktion original erhalten (Balkenlagen, Aufleger aus Granitblöcken). Neuerer Belag und Geländer 20. Jahrhundert, auch Böschungsmauern beidseitig des Wasserlaufes aus gleichmäßigem Quadermauerwerk/Granit erhalten. Bauart der Aneinanderreihung von Balken aus Granitsteinmaterial wahrscheinlich sachsen- oder deutschlandweit Unikat darstellend und offenbar nur in Oberlausitz mit hohem Granitvorkommen vorhanden. Baulichkeiten dieser Art nur noch vereinzelt im kommunalen Bereich erhalten.                                                            | 09289971 |
| Weitere Bilder                          | Wohnstallhaus | Röderweg 3 (Karte)                                                  | Mitte 19. Jahrhundert                                                                             | Obergeschoss Fachwerk verbrettert, Giebel ornamental verschiefert, baugeschichtlich von Bedeutung. Originale Fenster, Giebel ornamental verschiefert. | 09289321 |

## Streichungen von der Denkmalliste

### Streichungen von der Denkmalliste (Großharthau)
| Bild                                    | Bezeichnung                                                       | Lage                                    | Datierung                      | Beschreibung | ID       |
| --------------------------------------- | ----------------------------------------------------------------- | --------------------------------------- | ------------------------------ | --- | -------- |
|                                         | Wohnstallhaus                                                     | Am Volkspark 2 (Karte)                  | 2. Hälfte 19. Jahrhundert      | Streichung von der Denkmalliste zwischen 2009 und 2014 |          |
|                                         | Ehemalige Schloßmühle (vormals als Schuhfabrik genutzt)           | Am Volkspark 6a (Karte)                 | Bezeichnet mit 1873            | Heute Wohnhaus, Streichung von der Denkmalliste zwischen 2009 und 2014 |          |
| Direkt Bild zu diesem Denkmal hochladen | Schuhfabrik Duett; Fabrikgebäude (Gebäudeteile vor 1960)          | Bahnhofstraße 1 (Karte)                 | 1890 und spätere Erweiterungen | 1999 Abbruch der gesamten Bebauung |          |
|                                         | Wohnhaus in offener Bebauung                                      | Bahnhofstraße 7 (Karte)                 | 1920er Jahre                   | Streichung von der Denkmalliste zwischen 2009 und 2014 |          |
| Direkt Bild zu diesem Denkmal hochladen | Friedhof mit verschiedenen Grabmälern Anfang des 20. Jahrhunderts | Dresdner Straße, bei der Kirche (Karte) | Anfang 20. Jahrhundert         | Streichung von der Denkmalliste zwischen 2009 und 2014 |          |
| Direkt Bild zu diesem Denkmal hochladen | Mietshaus in offener Bebauung                                     | Dresdner Straße 31 (Karte)              | Um 1935                        | Streichung von der Denkmalliste zwischen 2009 und 2014 |          |
| Direkt Bild zu diesem Denkmal hochladen | Mietshaus in offener Bebauung                                     | Dresdner Straße 32 (Karte)              | 1930er Jahre                   | Streichung von der Denkmalliste zwischen 2009 und 2014 |          |
|                                         | Villa mit Einfriedung                                             | Fabrikweg 1 (Karte)                     | Um 1860                        | Streichung von der Denkmalliste zwischen 2009 und 2014 |          |
|                                         | Scheune und Stall eines Dreiseithofes                             | Gickelsbergweg 1a (Karte)               | 1. Hälfte 19. Jahrhundert      | Streichung von der Denkmalliste zwischen 2009 und 2014 |          |
|                                         | Hakenhof                                                          | Grunaweg 7 (Karte)                      | Um 1870                        | Streichung von der Denkmalliste zwischen 2009 und 2014 |          |
|                                         | Wohnhaus mit Zwerchhaus                                           | Grunaweg 9 (Karte)                      | Um 1860                        | Streichung von der Denkmalliste zwischen 2009 und 2014 |          |
| Direkt Bild zu diesem Denkmal hochladen | Schule, später Gemeindeamt                                        | Mittelweg 3 (Karte)                     | Um 1840                        | Schlichter Putzbau mit Satteldach, ortsgeschichtlich von Bedeutung. Zweigeschossig, Sandsteingewände, im Jahr 2000 Nutzung als Standesamt, Bücherei und Wohnung. Zwischen 2017 und 2024 aus der Denkmalliste gestrichen. | 09288621 |
|                                         | Wohnstallhaus                                                     | Mittelweg 37 (Karte)                    | Um 1800                        | Wohnstallhaus Fachwerk, verputzt. Streichung von der Denkmalliste zwischen 2009 und 2014. |          |
| Direkt Bild zu diesem Denkmal hochladen | Wohnhaus in offener Bebauung                                      | Paradiesstraße 2 (Karte)                | Um 1880                        | Streichung von der Denkmalliste zwischen 2009 und 2014 |          |
|                                         | Wohnhaus in offener Bebauung und in Ecklage                       | Paradiesstraße 5 (Karte)                | Um 1900                        | Streichung von der Denkmalliste zwischen 2009 und 2014 |          |
| Direkt Bild zu diesem Denkmal hochladen | Wohnstallhaus                                                     | Paradiesstraße 8 (Karte)                | Um 1830                        | Streichung von der Denkmalliste zwischen 2009 und 2014, mittlerweile abgerissen |          |
| Direkt Bild zu diesem Denkmal hochladen | Wohnhaus und Hinterhaus sowie Saal mit Anbau                      | Poststraße 1 (Karte)                    | 1890 und spätere Erweiterungen | Streichung 1999, mittlerweile abgerissen |          |
|                                         | Villa                                                             | Schulstraße 1 (Karte)                   | Um 1905                        | Zeittypischer Putzbau mit Mansardwalmdach, baugeschichtlich von Bedeutung. Mansardwalmdach, Rustikasockel. Zwischen 2017 und 2024 aus der Denkmalliste gestrichen.                                                       | 09288608 |
|                                         | Villa                                                             | Schulstraße 2 (Karte)                   | 1. Viertel 20. Jahrhundert     | Streichung von der Denkmalliste zwischen 2009 und 2014 |          |
|                                         | Bauernhaus in Ecklage                                             | Straße der Einheit 1 (Karte)            | Mitte 19. Jahrhundert          | Obergeschoss Fachwerk, Streichung von der Denkmalliste zwischen 2009 und 2014 |          |
| Direkt Bild zu diesem Denkmal hochladen | Wohnstallhaus                                                     | Straße der Einheit 2 (Karte)            | 1. Hälfte 19. Jahrhundert      | Streichung von der Denkmalliste zwischen 2009 und 2014; abgerissen |          |
| Direkt Bild zu diesem Denkmal hochladen | Scheune                                                           | Straße der Einheit 7 (Karte)            | Um 1800                        | Streichung von der Denkmalliste zwischen 2009 und 2014 |          |
| Direkt Bild zu diesem Denkmal hochladen | Bauernhaus                                                        | Straße der Einheit 10                   | Um 1850                        | Streichung von der Denkmalliste zwischen 2009 und 2014 |          |
| Direkt Bild zu diesem Denkmal hochladen | Wohnhaus in offener Bebauung und Ecklage                          | Straße der Einheit 15 (Karte)           | Ende 19. Jahrhundert           | Streichung von der Denkmalliste zwischen 2009 und 2014 |          |
| Weitere Bilder                          | Wohnhaus (Umgebinde) eines Bauernhofes                            | Straße der Einheit 17 (Karte)           | 2. Viertel 19. Jahrhundert     | Einziges Umgebindehaus im Ort, baugeschichtlich von Bedeutung. Obergeschoss verbrettert, Lehmausfachung. 2020 Abbruch | 09288626 |
|                                         | Wohnhaus in offener Bebauung                                      | Straße der Einheit 25 (Karte)           | Mitte 19. Jahrhundert          | Streichung von der Denkmalliste zwischen 2009 und 2014 |          |
|                                         | Wohnhaus                                                          | Straße der Einheit 29 (Karte)           | 3. Viertel 19. Jahrhundert     | Obergeschoss Fachwerk, baugeschichtlich von Bedeutung. Kleine Scheune als Anbau, Sandsteingewände. Zwischen 2017 und 2024 aus der Denkmalliste gestrichen.                                                               | 09288603 |
| Direkt Bild zu diesem Denkmal hochladen | Wohnhaus in offener Bebauung                                      | Straße der Einheit 30 (Karte)           | 2. Viertel 19. Jahrhundert     | Abbruch 1997 |          |
|                                         | Wohnhaus in offener Bebauung                                      | Straße der Einheit 32 (Karte)           | 19. Jahrhundert                | Streichung von der Denkmalliste zwischen 2009 und 2014 |          |
|                                         | Wohnhaus in offener Bebauung                                      | Straße der Einheit 41 (Karte)           | Um 1850                        | Streichung von der Denkmalliste zwischen 2009 und 2014 |          |
|                                         | Wohnstallhaus                                                     | Straße der Einheit 45 (Karte)           | Um 1850                        | Streichung von der Denkmalliste zwischen 2009 und 2014 |          |
|                                         | Wohnhaus                                                          | Straße der Einheit 54 (Karte)           | 1. Hälfte 19. Jahrhundert      | Eingeschossiger Putzbau mit Satteldach, sozialgeschichtlich von Bedeutung, Sandsteingewände. Zwischen 2017 und 2024 aus der Denkmalliste gestrichen.                                                                     | 09288594 |
| Direkt Bild zu diesem Denkmal hochladen | Wohnstallhaus                                                     | Straße der Einheit 57 (Karte)           | Vor 1800                       | Streichung von der Denkmalliste zwischen 2009 und 2014 |          |
|                                         | Wohnstallhaus und Seitengebäude eines Zweiseithofes               | Wesenitzweg 5, 5a (Karte)               | 1. Hälfte 19. Jahrhundert      | Streichung von der Denkmalliste zwischen 2009 und 2014 |          |

### Streichungen von der Denkmalliste (Bühlau)
| Bild                                    | Bezeichnung                                                        | Lage                   | Datierung                 | Beschreibung | ID       |
| --------------------------------------- | ------------------------------------------------------------------ | ---------------------- | ------------------------- | --- | -------- |
| Direkt Bild zu diesem Denkmal hochladen | Wohnstallhaus                                                      | Am Bahnsteg 2 (Karte)  | 2. Hälfte 19. Jahrhundert | Obergeschoss Fachwerk, baugeschichtlich von Bedeutung. Durchfahrtsscheune mit Bruchsteinsockel und Fachwerk im Obergeschoss. Abbruchgenehmigung nur für die Durchfahrtsscheune mit Schreiben vom 6. Oktober 1995 erteilt, 1997 Abbruch vollzogen. Wohnstallhaus zwischen 2017 und 2024 aus der Denkmalliste gestrichen. | 09276105 |
| Direkt Bild zu diesem Denkmal hochladen | Wohnstallhaus                                                      | Gerichtsweg 3 (Karte)  | 1. Hälfte 19. Jahrhundert | Abbruch nach 2001 |          |
|                                         | Fachwerkscheune eines Dreiseithofes                                | Hauptstraße 12 (Karte) | 1. Hälfte 19. Jahrhundert | Streichung von der Denkmalliste zwischen 2009 und 2014 |          |
| Direkt Bild zu diesem Denkmal hochladen | Zwei Portale                                                       | Hauptstraße 19 (Karte) | Bezeichnet mit 1837       | Hausgeschichtlich von Bedeutung; offensichtlich abgerissen | 09276096 |
| Direkt Bild zu diesem Denkmal hochladen | Wohnstallhaus                                                      | Hauptstraße 29 (Karte) | 2. Hälfte 19. Jahrhundert | Obergeschoss Fachwerk mit Lehmausfachung, baugeschichtlich von Bedeutung. Giebel verbrettert, Natursteingewände, Abbruchgenehmigung vom 20. März 2017 (Landratsamt Bautzen). 2017 oder 2018 abgerissen. | 09276097 |
| Direkt Bild zu diesem Denkmal hochladen | Wohnstallhaus (OG Fachwerk) und zwei Torsäulen eines Dreiseithofes | Hauptstraße 50 (Karte) | 2. Hälfte 19. Jahrhundert | Wohnstallhaus Obergeschoss Fachwerk. Streichung von der Denkmalliste zwischen 2009 und 2014. |          |
|                                         | Wohnhaus mit hinterem Anbau                                        | Hauptstraße 55 (Karte) | Um 1910                   | Putzbau mit Mittelrisalit und Zwerchhaus, baugeschichtlich von Bedeutung. Zwischen 2017 und 2024 aus der Denkmalliste gestrichen. | 09276106 |

### Streichungen von der Denkmalliste (Schmiedefeld)
| Bild                                    | Bezeichnung                     | Lage                   | Datierung             | Beschreibung | ID       |
| --------------------------------------- | ------------------------------- | ---------------------- | --------------------- | --- | -------- |
| Direkt Bild zu diesem Denkmal hochladen | Wohnstallhaus                   | Hauptstraße 43 (Karte) | Bezeichnet mit 1896   | Obergeschoss Sichtfachwerk, baugeschichtlich von Bedeutung. Sandsteinfenstergewände im Erdgeschoss, original erhaltene Fenster, integrierter Scheunenteil verbrettert, Abbruchgenehmigung vom 22. Juni 2017 (Landratsamt Bautzen). | 09289311 |
|                                         | Wohnstallhaus eines Bauernhofes | Hauptstraße 66 (Karte) | Mitte 19. Jahrhundert | Obergeschoss Fachwerk, teils sichtbar, teils verbrettert, mit frackartiger Erweiterung des Daches im Scheunenbereich, baugeschichtlich von Bedeutung.                                                                              | 09289308 |

### Streichungen von der Denkmalliste (Seeligstadt)
| Bild                                    | Bezeichnung                          | Lage                                    | Datierung                 | Beschreibung | ID       |
| --------------------------------------- | ------------------------------------ | --------------------------------------- | ------------------------- | --- | -------- |
| Direkt Bild zu diesem Denkmal hochladen | Grenzstein                           | (an der B6, Flurstück 976/1)            | Um 1800                   | Alter Grenzstein (Dresden-Bautzen-Pirna) mit der Inschrift „BAUTZEN“ |          |
| Direkt Bild zu diesem Denkmal hochladen | Wohnhaus in offener Bebauung         | Bergstraße 5 (Karte)                    | Ende 19. Jahrhundert      | Obergeschoss Fachwerk an der Ostseite, Erdgeschoss Sandsteinfenstergewände; Streichung von der Denkmalliste 2001 |          |
| Direkt Bild zu diesem Denkmal hochladen | Einfriedungsmauer entlang der Straße | Hauptstraße 16 (Karte)                  | 1. Hälfte 19. Jahrhundert | Straßenbildprägende Bruchsteinmauer. 2019 abgerissen und durch neue Stützmauer ersetzt. | 09304875 |
| Direkt Bild zu diesem Denkmal hochladen | Einfriedungsmauer entlang der Straße | Hauptstraße 18 (Karte)                  | 1. Hälfte 19. Jahrhundert | Straßenbildprägende Bruchsteinmauer mit abgerundetem Verlauf zum Hofeingang. 2019 abgerissen und durch neue Stützmauer ersetzt. | 09304876 |
| Direkt Bild zu diesem Denkmal hochladen | Einfriedungsmauer entlang der Straße | Hauptstraße 20 (Karte)                  | 1. Hälfte 19. Jahrhundert | Straßenbildprägend, straßenbegleitende Bruchsteinmauer mit abgerundetem Verlauf zum Hofeingang. 2019 abgerissen und durch neue Stützmauer ersetzt. | 09304877 |
| Direkt Bild zu diesem Denkmal hochladen | Einfriedungsmauer entlang der Straße | Hauptstraße 22 (Karte)                  | 1. Hälfte 19. Jahrhundert | Straßenbildprägende Bruchsteinmauer mit abgerundetem Verlauf zum Hofeingang. 2019 abgerissen und durch neue Stützmauer ersetzt. | 09304878 |
| Direkt Bild zu diesem Denkmal hochladen | Wohnstallhaus mit Taubenhaus         | Hauptstraße 47 (Karte)                  | Bezeichnet mit 1833       | Taubenhaus als einziges im Dorf erhalten, Wohnstallhaus einziges vollständig im ursprünglichen Zustand erhaltenes Gebäude im Ort; die zum Anwesen dazugehörende Scheune (ebenfalls als Denkmal ausgewiesen) wurde 1995 abgebrochen, Wohnstallhaus mit Taubenhaus zwischen 2009 und 2014 von der Denkmalliste gestrichen. |          |
| Direkt Bild zu diesem Denkmal hochladen | Wohnstallhaus                        | Johann-Joachim-Kändler-Straße 4 (Karte) | Um 1850                   | Obergeschoss Fachwerk, verbrettert, Fenster Originalgröße, integrierte Scheune, straßenbildprägend; Teilabbruch, Streichung von der Denkmalliste 2001 |          |

## Tabellenlegende
- Bild: Bild des Kulturdenkmals, ggf. zusätzlich mit einem Link zu weiteren Fotos des Kulturdenkmals im Medienarchiv Wikimedia Commons. Wenn man auf das Kamerasymbol klickt, können Fotos zu Kulturdenkmalen aus dieser Liste hochgeladen werden:
- Bezeichnung: Denkmalgeschützte Objekte und ggf. Bauwerksname des Kulturdenkmals
- Lage: Straßenname und Hausnummer oder Flurstücknummer des Kulturdenkmals. Die Grundsortierung der Liste erfolgt nach dieser Adresse. Der Link (Karte) führt zu verschiedenen Kartendiensten mit der Position des Kulturdenkmals. Fehlt dieser Link, wurden die Koordinaten noch nicht eingetragen. Sind diese bekannt, können sie über ein Tool mit einer Kartenansicht einfach nachgetragen werden. In dieser Kartenansicht sind Kulturdenkmale ohne Koordinaten mit einem roten bzw. orangen Marker dargestellt und können durch Verschieben auf die richtige Position in der Karte mit Koordinaten versehen werden. Kulturdenkmale ohne Bild sind an einem blauen bzw. roten Marker erkennbar.
- Datierung: Baubeginn, Fertigstellung, Datum der Erstnennung oder grobe zeitliche Einordnung entsprechend des Eintrags in der sächsischen Denkmaldatenbank
- Beschreibung: Kurzcharakteristik des Kulturdenkmals entsprechend des Eintrags in der sächsischen Denkmaldatenbank, ggf. ergänzt durch die dort nur selten veröffentlichten Erfassungstexte oder zusätzliche Informationen
- ID: Vom Landesamt für Denkmalpflege Sachsen vergebene, das Kulturdenkmal eindeutig identifizierende Objekt-Nummer. Der Link führt zum PDF-Denkmaldokument des Landesamtes für Denkmalpflege Sachsen. Bei ehemaligen Kulturdenkmalen können die Objektnummern unbekannt sein und deshalb fehlen bzw. die Links von aus der Datenbank entfernten Objektnummern ins Leere führen. Ein ggf. vorhandenes Icon  führt zu den Angaben des Kulturdenkmals bei Wikidata.

## Ausführliche Denkmaltexte
1. ↑  
Saalkirche, Schiff flachgedeckt, dreiseitig geschlossen mit zweigeschossigen Holzemporen, Gruft unter dem Kirchenschiff; Herrschaftsloge mit Wappen, sechs Brautstühle, Kanzelaltar 1813, Westturm 1921 bezeichnet, Kugel auf dem Turm mit alten Dokumenten; Kirche stand bis 2001 irrtümlich unter „Dresdner Straße“ in Denkmalliste; um den alten Kirchhof Einfriedung aus verputztem Bruchsteinmauerwerk mit Eingangstor; an der Südwand der Kirche Denkmal für die Gefallenen des Ersten Weltkriegs: monumentales Kreuz mit zwei seitlichen Schrifttafeln; auf dem Kirchhof fünf denkmalwerte Grabstätten:
  - Grabstätte Familie Schuhknecht, Erstbelegung Rittergutsbesitzer Alfred Schuhknecht (1882–1920), Grabstelle mit Rückwand in der Art einer griechischen Tempelfassade, darin eingestellt stilisierte Grabstelen und ein Relief, einschließlich Grabeinfassung und Gruftplatte, Sandstein, nach 1920;
  - Grabstätte Familie Ernst Vogel, schreinartiger architektonischer Aufbau mit eingestellter Urne, einschließlich Grabeinfassung, Granit, um 1915
  - Grabstätte, Nachbelegung Maria Kammler (1929–1978), Wandgrab mit zwei kannelierten Pilastern, horizontalem Gesims und gestaffeltem Giebelabschluss, einschließlich Einfriedung, um 1925
  - Grabmal Johann Friedrich Frenzel (1811–1883), historistische Grabstele mit seitlichen Voluten und bekrönenden Akroterien, nach 1883
  - Grabmal Wilhelmine Auguste Teich (1846–1918), Pfeilermonument mit einem auf einem Kissen knienden und betenden Engel, nach 1918
2. ↑  
Sachgesamtheit Rittergut und Schlosspark Großharthau mit folgenden Einzeldenkmalen: Torhaus (Nr. 1), zwei Wirtschaftsgebäude (Westflügel = Rittergut 2, 4, 6, 8, 10, 12, 14, 16, 18, 20 und Ostflügel = Rittergut 3, 5, 7, 9, 11, 13, 15, 17, 19, 21, 23, 25, 27), Schmiede (Nr. 29), Reithalle (Nr. 30), Kellergewölbe des ehemaligen Schlosses, zwei Orangeriegebäude (Am Volkspark 11, 12), ehemalige Schlossgärtnerei (Am Volkspark 13), Fachwerkscheune (Wesenitzweg 7 – ID-Nr. 09288614), Toreinfahrten, Steindeckerbrücke (über den Grunabach), Bogenbrücke in der Mitte des Schlossteiches sowie mehrere Vasen, sechs große Sandsteinskulpturen (zwei allegorische Frauengestalten und die vier Jahreszeiten), stehende Kinderfigur und Sandsteinpostament mit Relief und Aufsatz sowie zwei Treppenanlagen und Brunnenring im Park (Einzeldenkmal ID-Nr. 09303423), neobarocke Parkanlage mit Sichtachse zum Hutberg (Gartendenkmal) und Schlossteiche als Sachgesamtheitsteile; baugeschichtlich, künstlerisch, gartenkünstlerisch und ortsgeschichtlich von Bedeutung.
Schlosspark im Wesentlichen im 1. Drittel des 18. Jahrhunderts als französische Anlage entstanden, 1898 vom damaligen Eigentümer Sizzo von Schwarzburg-Rudolstadt im Sinne des Neobarock umgestaltet, laut nicht überprüfbarer Quelle erst in diesem Zusammenhang am Naturtheater befindliche sechs Sandsteinskulpturen vom „Münchener Hof“ überführt und aufgestellaut Skulpturen sind barocke Arbeiten ursprünglich sächsischer Provenienz von Bildhauer aus Permoserkreis.
3. ↑  
Sechs große Sandsteinskulpturen (zwei allegorische Frauengestalten und die vier Jahreszeiten) im Schlosspark Großharthau:
  - Herbst: personifiziert durch Bacchus (nackter Jüngling, Lenden mit Weintrauben umgürtet, ergreift mit seinem locker herabhängenden rechten Arm einen Baumstumpf, an dem Weintrauben emporranken, die erhobene Linke hält eine Weintraube über dem erwartungsvoll geöffneten Mund)
  - Sommer: personifiziert durch Ceres (weibliche Gestalt mit Ähren im Haar, reich bewegtes Gewand, hält mit den vor der Brust zusammengeführten Armen ein im linken Ellbogen ruhendes Ährenbündel)
  - Frühling: personifiziert durch Flora (weibliche Gestalt mit aus Blüten geformter Krone, ergreift seitlich mit dem rechten Arm einen Zipfel des nach oben gerafften Gewandes, hält im nach vorn gewinkelten linken Arm einen Blütenkranz, seit 1998 durch Kopie ersetzt)
  - Winter: personifiziert durch Vulkan (bärtiger alter Mann im Pelz, die linke Schulter nach vorn drehend, neben dem vorgesetzten linken Bein vom Boden auflodernde Flammen, seit 1996/97 durch Kopie ersetzt)
  - weibliche Allegorie: Pomona? Abundantia? (weibliche Gestalt, die rechte Brust entblößt, hält im gesenkten linken Arm ein kleines, sich nach vorn entleerendes Füllhorn. Im rechten ein senkrecht stehendes großes Füllhorn mit Früchten)
  - weibliche Allegorie: Pomona?, Abundantia? (weibliche Gestalt, mit Lorbeerblättern bekrönt, rechte Hand fehlt, mit der linken umgreift sie ein senkrecht stehendes Füllhorn mit Blüten und Früchten)
4. ↑  
Güterabfertigungsgebäude:
  - Westseite: Fenster und Tor mit gefasten Sandsteingewänden, Torgewände 2007 durch neues Gewände ersetzt, gepflasterte und mit Granitmauern gefasste Auffahrtrampe, original erhaltenes Holztor
  - Ostseite: Gewände geputzt und gefast, zwischen Erdgeschoss und Dachgeschoss angeordnetes Gurtgesims, originale Metallfenster im Erdgeschoss, verputzter Sockel, zu DDR-Zeiten erneuert
  - Traufseiten: Torgewände (Traufseiten) zur Westseite zu - Gewände Holzbalken, Bogen gemauert und verputzt, Torgewände (Traufseite) zur Ostseite zu - Gewände gemauert und verputzt, Sockel auf beiden Seiten bis zum Tor aus Granit, Rest verputzt, sämtliche Verladerampen erhalten, originale Holztore
  - Innen: im Bereich des Granitsockels ist Holzfußboden, der Rest Betonfußboden.
5. ↑  
Kleine schlichte Saalkirche mit gerade geschlossenem Chor, 16. Jahrhundert, 1844 mit der gesamten Ausstattung in die heutige Form gebracht. Hölzerner oktogonaler Dachreiter mit Glockengeschoss und flacher Haube von 1858. Verputzter Bruchsteinbau mit steilem Satteldach, Fledermausgaupen sowie Segmentbogenfenstern, an der Ost- und Südseite des Chores drei Rundbogenfenster des 16. Jahrhunderts erhalten. Im Westen eine niedrige Vorhalle mit verschiefertem Giebel, dort ein kleines schlichtes Spitzbogenportal zum Innenraum, vermutlich 16. Jahrhundert. Das Innere flachgedeckt. Eingeschossig umlaufende Holzemporen. Schlichter Kanzelaltar und balusterförmige Taufe aus Holz von 1883, das Zinnbecken bezeichnet mit 1669. Der zurückhaltende Orgelprospekt durch dorische Pilaster gegliedert und mit Akanthusranken geschmückt, Orgelwerk von Eule, 1906.
Auf dem Friedhof beachtliche Grabdenkmäler des 19. Jahrhunderts: baldachinartiges Grabmal, vier korinthische, von Weinlaub umrankte Säulen tragen ein korinthisches Gebälk mit hohem Fries. Grabmal von 1817 mit der Darstellung von drei Figuren, in Blendarkade mit Säulen auf hohen Postamenten und Dreieckgiebel. 

Gerade geschlossener Chor; Fledermausgauben; zur Ausstattung unter anderem zinnernes Taufbecken von 1669; Kirche wurde 1844 in die heutige Form gebracht; Kriegerdenkmal für die Gefallenen des Ersten Weltkrieges: Adler auf einem würfelförmigen Unterbau, nach 1918; umlaufende Einfriedung aus Bruchsteinmauerwerk mit Eingangsportal und Treppenanlage.
Zwei Grabmale auf dem Kirchhof am Zugang zur Kirche:
  - Grabmal Friederike Amalie Hausmann (1816–1846), baldachinartiges Monument mit vier korinthischen Säulen, von Weinlaub umrankt, darüber Gebälk mit Fries, eingestellt eine antikisierende Grabstele mit Inschrift, nach 1846;
  - Grabmal für drei Kinder der Familie Rühle (?), Erstbelegung 1817, Blendarkade mit vier Säulen auf hohen Postamenten und Dreiecksgiebel, in den Bogenfeldern jeweils ein Figurenrelief, nach 1817.
6. ↑  
Schlichte Saalkirche mit 3/8-Schluss von 1818. Restaurierung 1862. Neuausmalung nach einem Entwurf von Theodor Quentin aus Pirna 1889. Verputzter Bruchsteinbau mit Satteldach, Segmentbogenfenstern und schlichtem Portal. Zweigeschossiger quadratischer Westturm mit achtseitigem Glockengeschoss und Haube, auf Grund von Mauersenkungen konnte dieser nicht in der gewünschten Höhe errichtet werden und musste durch starke Strebepfeiler an den Ecken gestützt werden. Sakristeibau im Nordosten der Apsis. Im Inneren Kassettendecke, gemaltes florales Motiv auf der Kehle. Schlichte zweigeschossige Holzemporen an den Längsseiten, konvex vorschwingende Orgelempore. Freistehender hoher Kanzelaltar mit seitlichen Durchgängen aus der Erbauungszeit, Sandstein, der polygonale Kanzelkorb aus Holz von vier dorischen Säulen gerahmt. Ebenfalls aus dieser Zeit die in der gleichen Weise gefasste Taufe aus Sandstein mit rundem Becken auf gedrungenem Säulenschaft. In der Apsis zwei bunte bleiverglaste Fenster mit floralen Motiven. Orgel von Christian Gottfried Herbrig, 1821.
7. ↑  
Anlage bestehend aus alter Posthalterei an der Straße und rückwärtiger Hofanlage, bestehend aus: Stall-Scheune (westlich), Stall-Scheune (südlich), Stallgebäude (östlich), alle drei Gebäude um den hinter dem Wohnhaus des Postgutes gelegenen Hof gruppiert, mittig Baumgruppe (drei alte sehr große Kastanien) und Reste der ursprünglichen Hofpflasterung sowie südwestliche Scheune (außerhalb des Vierseithofes gelegen), alle weiteren Elemente sind Störelemente.
8. ↑  
Kleine Saalkirche mit eingezogenem Chor und halbrunder Apsis wohl romanischen Ursprungs, 1630 umgebaut. Restaurierungen 1854, 1881, 1934 und 1988. Verputzter Bruchsteinbau, auf dem steilen Satteldach ein achteckiger verschieferter Dachreiter. Das Innere mit einer eindrucksvollen Kassettendecke, auf achtzehn Holztafeln Apostel- und Prophetendarstellungen, um 1750. Eingeschossige mit Akanthusranken bemalte Holzemporen an den Längsseiten und an der Westseite. Barocker, bäuerlicher Kanzelaltar aus Holz, durch Einbau der Kanzel in seinen Proportionen stark verändert, bez. 1686, aus der Kirche in Eschdorf in der Dresdner Ortschaft Schönfeld-Weißig. Zwei gedrungene Säulen rahmen das rundbogig abschließende Altarbild mit der Kreuzigung Christi, darüber die 1687 eingebaute Kanzel, auf deren Tür ein Bild mit der Auferstehung Christi; ein kleines querovales Gemälde mit der Darstellung der Himmelfahrt Christi im hohen Auszug.